# Pap Lajos (meseíró)
Pap Lajos (Alsóboldogfalva, 1922. augusztus 26. – Alsóboldogfalva, 1962. február 3.) erdélyi magyar meseíró. Pap István és Pap Géza testvére.

## Életútja
Középiskoláit a székelykeresztúri Unitárius Gimnáziumban végezte (1933–1941), majd a kolozsvári Mezőgazdasági Akadémián szerzett gazdamérnöki diplomát (1950). Gazdasági szaktanulmányai végzése közben, 1944–1950 között a székelykeresztúri Gazdasági Szakiskolában, 1952-től haláláig a székelyudvarhelyi Gazdasági Iskolaközpontban tanár.

## Kötetei
- Veréb Péter házassága (gyermekversek, Botár Edit rajzaival, 1959)
- Erdei vásár (versek, Deák Ferenc rajzaival, 1962; II. kiadás Foky Emmi rajzaival, Budapest, 1988)
- Mókusvár (gyermekversek, Feszt László rajzaival, 1963; II. kiadás 1967)